# William Jason Morgan
William Jason Morgan (Savannah, 10 de outubro de 1935) é um geofísico estadunidense.
Contribuiu significativamente para a teoria das placas tectônicas e geodinâmica.

## Publicações selecionadas
- Morgan, W. J. (1968). «Rises, Trenches, Great Faults, and Crustal Blocks» (PDF). Journal of Geophysical Research. 73: 1959–1982. doi:10.1016/0040-1951(91)90408-K
- Morgan, W. J. (5 de março de 1971). «Convection plumes in the lower mantle». Nature. 230: 42–43. doi:10.1038/230042a0
- Morgan, W. J. (1972). «Plate motions and deep mantle convection» (PDF). The American Association of Petroleum Geologists Bulletin. 56 (2): 203–213. doi:10.1306/819A3E50-16C5-11D7-8645000102C1865D
- Morgan, W. J. (1972).  Shagam, R, Hargraves, RB, Morgan, WJ, Van Houten, FB, Burk, CA, Holland, HD, and Hollister, LC, eds. «Studies in earth and space sciences: A memoir in honor of Harry Hammond Hess». Geological Society of America Memoir. 132: 7–22 |capítulo= ignorado (ajuda)
- Morgan, W. J. (1981). «Hotspot tracks and the opening of the Atlantic and Indian Oceans». In:  Cesare Emiliani. The Oceanic Lithosphere. New York: Wiley. pp. 443–489. ISBN 0-674-01736-6